# Амтцелль
Амтцелль (нем. Amtzell) — община в Германии, в земле Баден-Вюртемберг.
Подчиняется административному округу Тюбинген. Входит в состав района Равенсбург. Население составляет 3829 человек (на 31 декабря 2010 года). Занимает площадь 30,56 км².

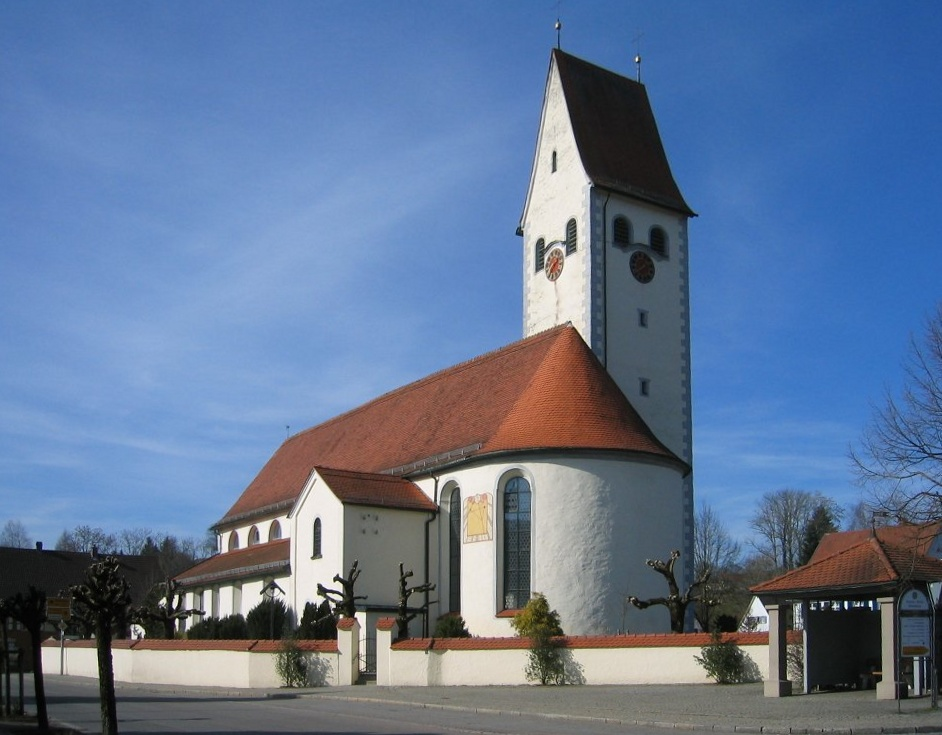